# Lins
För andra betydelser, se Lins (olika betydelser).

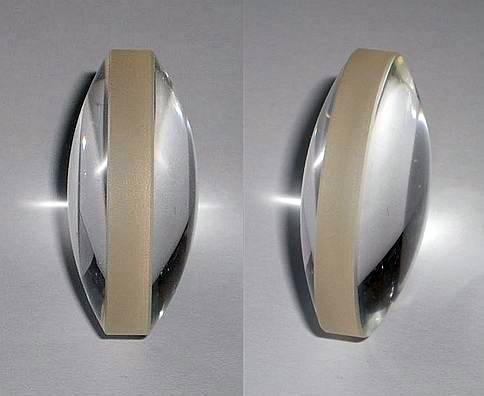
En konvex lins.

En lins är inom optiken en transparent kropp som bryter ljus kring en axel.
Man skiljer framför allt mellan konvexa linser (samlingslinser), och konkava linser (spridningslinser).
En (sfärisk) lins är en genomskinlig kropp som begränsas av två sfäriska ytor eller av en sfärisk och en plan yta. Linsernas sfäriska ytor slutar i varsin eller i en gemensam cirkel vilken, om linsen är riktigt "centrerad", står vinkelrätt mot och har sin medelpunkt på huvudaxeln, det vill säga den räta linje som sammanbinder de båda sfäriska ytornas medelpunkter. (Eller, om den ena ytan är plan, den linje som går vinkelrätt mot detta plan genom den andra ytans medelpunkt.)

## Linstyper

### Refraktiva och diffraktiva linser
De flesta linser är så kallat refraktiva linser med jämna och kontinuerliga ytor.
För att reducera tjocklek och vikt av stora linser används ibland en diffraktiv lins som en Fresnel-lins. Ett av de första användningsområdena var i fyrar för sjöfart, vilka annars skulle behöva mycket tjocka linser. Denna teknik används idag också för att reducera tjocklek och vikt av stora optiska element i teleobjektiv for kameror.  

1: Genomskärning av en sfärisk Fresnel lins
2: Genomskärning av en konventionell lins med motsvarande fokallängd

### Samlingslinser och spridningslinser

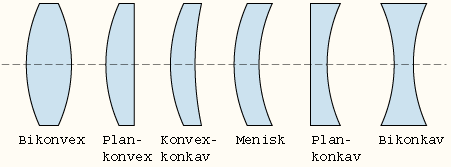
Fig. 1, Linstyper

Man skiljer mellan två huvudtyper av sfäriska linser:
1. Samlingslinser, konvergerande linser (även kallade konvexa  eller positiva) som är tjockare i mitten än vid kanten
2. Spridningslinser, divergerande linser (även kallade konkava eller negativa) som är tunnast på mitten

Till samlingslinserna räknas den bikonvexa, den plankonvexa och den konvexkonkava. Den plankonkava och den bikonkava är spridningslinser. Menisken, som är lika tjock överallt, är varken samlingslins eller spridningslins.
Det råder en förväxling av termerna ovan och på bilden: en konvexkonkav lins är en negativ lins. Ordet "menisk" talar bara om att linsens båda ytor är välvda, det kan således vara en konvexkonkav (negativ) eller en konkavkonvex (positiv) lins.

## Brännvidd
I varje sfärisk lins finns en punkt på huvudaxeln, den så kallade optiska medelpunkten, som är sådan att varje ljusstråle som passerar denna punkt går ut ur linsen i samma riktning som den gick in. Varje linje som går genom denna punkt kallas axel. En av axlarna kallas huvudaxeln. De andra brukar kallas biaxlar. 
Om strålar som utgått från en mycket avlägsen lysande punkt, till exempel en stjärna eller en punkt på solen, och därför kan anses som parallella, infaller mot en konvergerande lins, sammanbryts de efter sin passage genom linsen till en bestämd punkt på den axel som är parallell med dem.

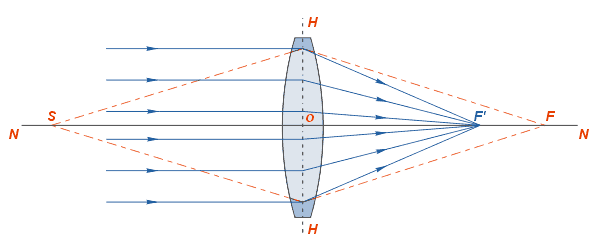
Fig. 7, Brännvidd

Om strålarna infaller parallellt med huvudaxeln träffar de linsens brännpunkt, principalfokus, vars avstånd från linsen kallas linsens brännvidd (linsens principalfokaldistans). Eftersom strålarna lika väl kan infalla från den ena sidan som från den andra, har en lins alltid två brännpunkter (i Fig. 7 betecknade med F och F1). För båda brännpunkterna är avståndet till linsen detsamma (brännvidden). I Fig. 7 är m den optiska medelpunkten, F och F1 de båda brännpunkterna och avståndet m-F brännvidden.

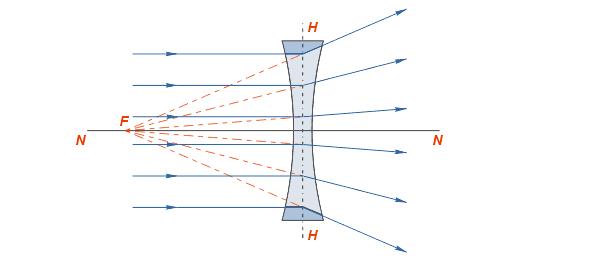
Fig. 8, Negativ brännvidd

Om man bestrålar en divergerande lins med parallella strålar så sprids strålarna efter att de passerat linsen som om de kommit från en bestämd punkt på linsens framsida (se fig. 8). Brännpunkten (F) är den punkt som infallande strålar som är parallella med huvudaxeln sammanstrålar i.  Men eftersom de utgående strålarna endast skenbart passerat denna punkt (det är bara deras förlängning bakåt som skär varandra i denna punkt), säger man att den divergerande linsen har en virtuell brännpunkt, till skillnad från brännpunkten på en konvergerande lins, som är reell. Brännvidden räknas som negativ för divergerande linser och positiv för konvergerande. Brännvidden (f) för en bikonvex lins kan beräknas enligt formeln 
{\displaystyle {\frac {1}{f}}=(n-1)\cdot \left({\frac {1}{r}}+{\frac {1}{r_{1}}}\right)}
I detta uttryck är
- r  =  radien hos den linsyta som först träffas av ljuset,
- r1 = radien hos den andra linsytan,
- n = brytningsindex för det ämne som linsen är gjord av.

Samma formel gäller för de andra linsformerna. (Man räknar då med negativa r-värden för konkava ytor.) För en plan begränsningsyta blir radien oändligt stor och dess inverterade värde lika med noll, så dessa termer bortfaller. Det finns flera metoder för att experimentellt bestämma linsers brännvidd. För en konvex lins är den enklaste och minst noggranna metoden att rikta linsen mot solen och mäta avståndet mellan linsen och bilden. Detta avstånd är då brännvidden. Noggrannare metoder har utarbetats av Bessel, Cornu, Abbe med flera.

## Avbildning med lins
Ligger den lysande punkten på ändligt avstånd från linsen uppkommer antingen en reell (fysisk) bild av denna då de från punkten utgående strålarna efter sin gång genom linsen sammanbryts till en och samma punkt, bildpunkten, eller en virtuell (geometrisk) bild, när strålarna går divergerande ut ur linsen, som om de utgått från en punkt framför linsen, den virtuella bildpunkten. Känner man linsens brännvidd och ljuskällans läge i förhållande till linsen kan man beräkna bildpunktens avstånd från linsen.
Om a är ljuskällans avstånd från linsen, b bildens avstånd från linsen och f, som tidigare, brännvidden, har man
{\displaystyle {\frac {1}{f}}={\frac {1}{a}}+{\frac {1}{b}}}
I detta uttryck kan i vissa fall en eller flera termer bli negativa. Uttrycket är vidare symmetriskt med avseende på a och b. Detta innebär att föremål och bild kan byta plats. 

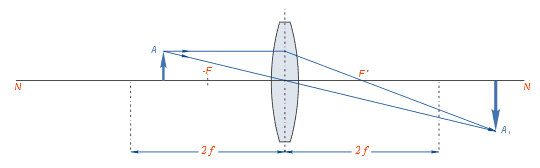
Fig. 9, Avbildning

Även genom följande enkla konstruktion kan bildpunktens läge bestämmas. Från den lysande punkten a (se fig. 9) dras två strålar: den ena, am, genom linsens optiska medelpunkt, den andra, ac, parallellt med huvudaxeln. Vi vet att am inte förändrar riktning, utan går obruten genom linsen, samt att ac efter utträdet ur linsen passerar dess brännpunkt (F). Om vi förlänger strålarna am och cF så träffas de i fe, vilken alltså är bildpunkt för a. 

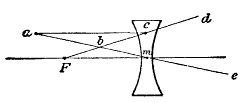
Fig. 10, Virtuell avbildning

Är linsen divergerande blir konstruktionen olika endast genom att strålen ac utgår i riktning mot cd (se fig. 10) som om den kommit från den virtuella brännpunkten F, till följd av att strålarna me och cd inte träffas sedan de passerat linsen. Men deras förlängningar bakåt skär varandra i punkten b, som alltså är den virtuella bildpunkten. Från varje punkt av en självlysande kropp eller ett belyst föremål utgår ljusstrålar i alla riktningar. När nu dessa passerar genom en lins uppkommer antingen en reell eller en virtuell bildpunkt av varje punkt på föremålet. Dessa bildpunkter faller bredvid varandra och bildar en figur som är likformig med föremålet och som antingen har samma eller motsatt ställning i rymden.  Genom linsen avbildas således föremålet, och detta, antingen på motsatt sida mot föremålet (bilden är reell), eller på samma sida om linsen, då bilden är virtuell.

## Platta linser
En nyligen gjord upptäckt gör det möjligt att i framtiden konstruera platta linser. Med platta linser blir det möjligt att avbilda mycket mindre föremål än med dagens linser.